# 圣莱热-特里耶
圣莱热-特里耶（法語：Saint-Léger-Triey，法語發音：[sɛ̃ leʒe tʁijɛ]）是法国科多尔省的一个市镇，属于第戎区。该市镇于1861年由原市镇圣莱热（Saint-Léger）和特里耶（Triey）合并而成。

## 地理
圣莱热-特里耶（47°18'54"N, 5°21'53"E）面积10.46 平方千米，位于法国勃艮第-弗朗什-孔泰大區科多尔省，该省份为法国中东部省份，北起奥布省，西接涅夫勒省和约讷省，南至索恩-卢瓦尔省，东南接汝拉省，东临上索恩省，东北部与上马恩省接壤。
与圣莱热-特里耶接壤的市镇（或旧市镇、城区）包括：马朗德伊、索恩河畔拉马什、锡雷莱蓬塔耶、德朗邦、埃特沃、索恩河畔蓬塔耶。

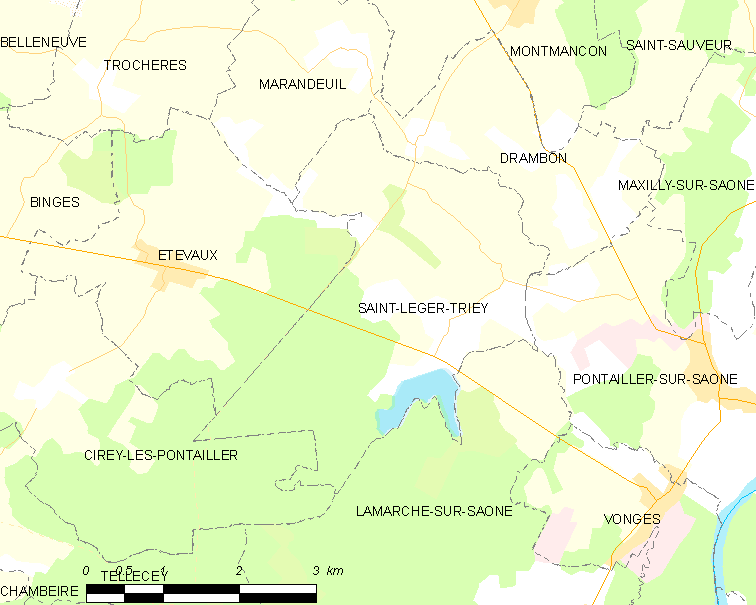
圣莱热-特里耶的OSM定位图

圣莱热-特里耶的时区为UTC+01:00、UTC+02:00（夏令时）。

## 行政
圣莱热-特里耶的邮政编码为21270，INSEE市镇编码为21556。

## 政治
圣莱热-特里耶所属的省级选区为欧克索讷县。

## 人口

1962-2008年间圣莱热-特里耶人口变化图示

圣莱热-特里耶于2022年1月1日时的人口数量为250人。